# Nadioutenga
Nadioutenga  est une commune rurale située dans le département de Boudry de la province du Ganzourgou dans la région du Plateau-Central au Burkina Faso.

## Géographie
Le village de Nadioutenga est situé à 1 km à l'ouest de Bourma et à 25 km au sud du chef-lieu Boudry.

## Santé et éducation
Le centre de soins le plus proche de Nadioutenga est le centre de santé et de promotion sociale (CSPS) de Bourma tandis que le centre médical avec antenne chirurgicale (CMA) le plus proche se trouve à Zorgho.